# Vůle lidu
Vůle lidu (ukrajinsky Воля народу) je ukrajinská politická strana, založená v roce 2014.

## Ideologie
Hlavní důraz je kladen na zapojení do evropské integrace a prosazení lustrací, které by měly očistit stát od osob spojených s bývalým komunistickým režimem.